# اسکات آلان
اسکات آلان (انگلیسی: Scott Allan؛ زادهٔ ۲۸ نوامبر ۱۹۹۱) بازیکن فوتبال اهل بریتانیا است.
از باشگاه‌هایی که در آن بازی کرده‌است می‌توان به باشگاه فوتبال سلتیک، باشگاه فوتبال پورتسموث، باشگاه فوتبال داندی یونایتد، باشگاه فوتبال بیرمنگام سیتی، باشگاه فوتبال وست برومویچ آلبیون، باشگاه فوتبال هیبرنین، و باشگاه فوتبال میلتون کینز دونز اشاره کرد.
وی همچنین در تیم‌های ملی فوتبال تیم ملی فوتبال زیر ۱۷ سال اسکاتلند و زیر ۲۱ سال اسکاتلند بازی کرده‌است.